# 嫁に来ないか
『嫁に来ないか』（よめにこないか）は、1976年6月1日に発売された新沼謙治の2枚目のシングル。

## 解説
- 作詞は、新沼の芸能界デビューの切っ掛けとなった「スター誕生!」審査員担当の阿久悠、作曲は川口真による。
- この曲では、田舎の純朴な青年の結婚観が綴られている。
- 新沼はこの曲のロング・ヒットで、1976年の「第18回日本レコード大賞」新人賞、及び「第7回日本歌謡大賞」放送音楽新人賞を受賞し、彼の代表曲の一つとなった。
- さらに、1976年大晦日の「第27回NHK紅白歌合戦」へも、当曲で初出場を果たした。

## 収録曲
- 両楽曲共に、作詞：阿久悠／作曲：川口真／編曲：あかのたちお

1. 嫁に来ないか (3分43秒)
2. 白百合の詩 (3分22秒)

## カバー
- 木村充揮（2009年／カバー・アルバム『歌鬼2〜阿久悠vs.フォーク〜』収録）